# Färjestad Bollklubb
Il Färjestad BK è una squadra svedese di hockey su ghiaccio.

## Storia
Il Färjestad, i cui colori sociali sono nero, bianco, verde ed oro, è stato fondato nel 1932 a Karlstad. Da quando nel 1976 è nata l'Elitserien, il massimo campionato svedese, la squadra si è aggiudicata 9 titoli (1981, 1986, 1988, 1997, 1998, 2001, 2006, 2009, 2011, 2022), diventando così il team più titolato della Lega, cui si aggiungono inoltre altre 10 finali playoff. Il club si è aggiudicato inoltre anche due Coppe Spengler (1993 e 1994).